# トンガプレート

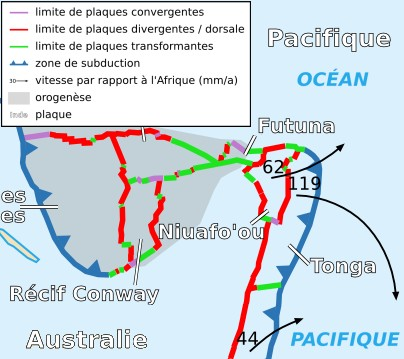
トンガプレート

トンガプレート(Tonga Plate（英語）)は、南西太平洋のに位置する小規模な構造プレートである。その中心は南緯19度、東経173度近辺である。このプレートは北北東から南南西に向かって細長く、北ニュージーランドのケルマデックプレートの北側と繋がっている。
またトンガプレートは東と北で太平洋プレート、北西でニウアフォプレート、西および南でインド・オーストラリアプレートと接している。プレートは、トンガ海溝に沿って、太平洋プレートに沈み込んでいる。活断層または拡大軸が、オーストラリアプレート並びにニウアフォプレートから、トンガプレートを西方に引き離している。トンガプレートは地震活動が非常に活発で、震源が時計回りに回っている。
2009年のサモアを襲った津波の際、同プレートは移動した。